# Jan van Call

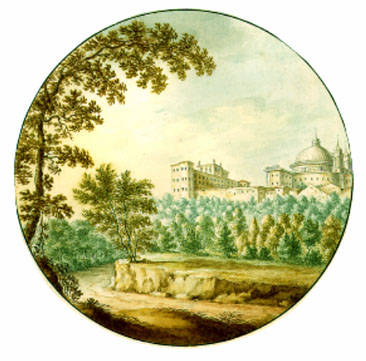

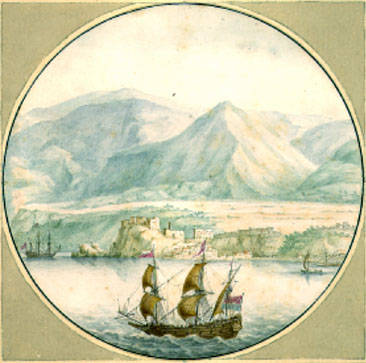

Jan van Call (Nijmegen, 1656 - Den Haag, 1703 of 1706) was een Nederlands schilder en graveur.
Van Call was een autodidact die bekend werd van de vele landschappen, stadsgezichten en gebouwen die hij tekende en graveerde. Hij maakte een lange reis via Duitsland en Zwitserland, langs de Rijn, naar Rome waarbij hij onderweg vele werken maakte. Vandaar reisde hij (mogelijk samen met Johan Teyler) via Malta naar Alexandrië, Caïro en Aleppo. In zijn laatste jaren tekende hij ook veldslagen en belegeringen uit de Spaanse Successieoorlog. Door Pieter Schenk de oudere werden 71 van zijn prenten uitgegeven onder de titel Admirandum quadruplex spectaculum.
Zijn zoon Pieter van Call (1688) heeft zijn laatste oorlogswerken voltooid en maakte ook zelf stadsgezichten van onder andere Kleef. Zijn andere zoon Jan van Call (1689) werkte als kunstenaar onder andere voor de koning van Pruisen (1714) en schilderde in Brabant en Vlaanderen vestingen die tijdens de Zevenjarige Oorlog belegerd werden door de Fransen.